# Ignaz von Ruber

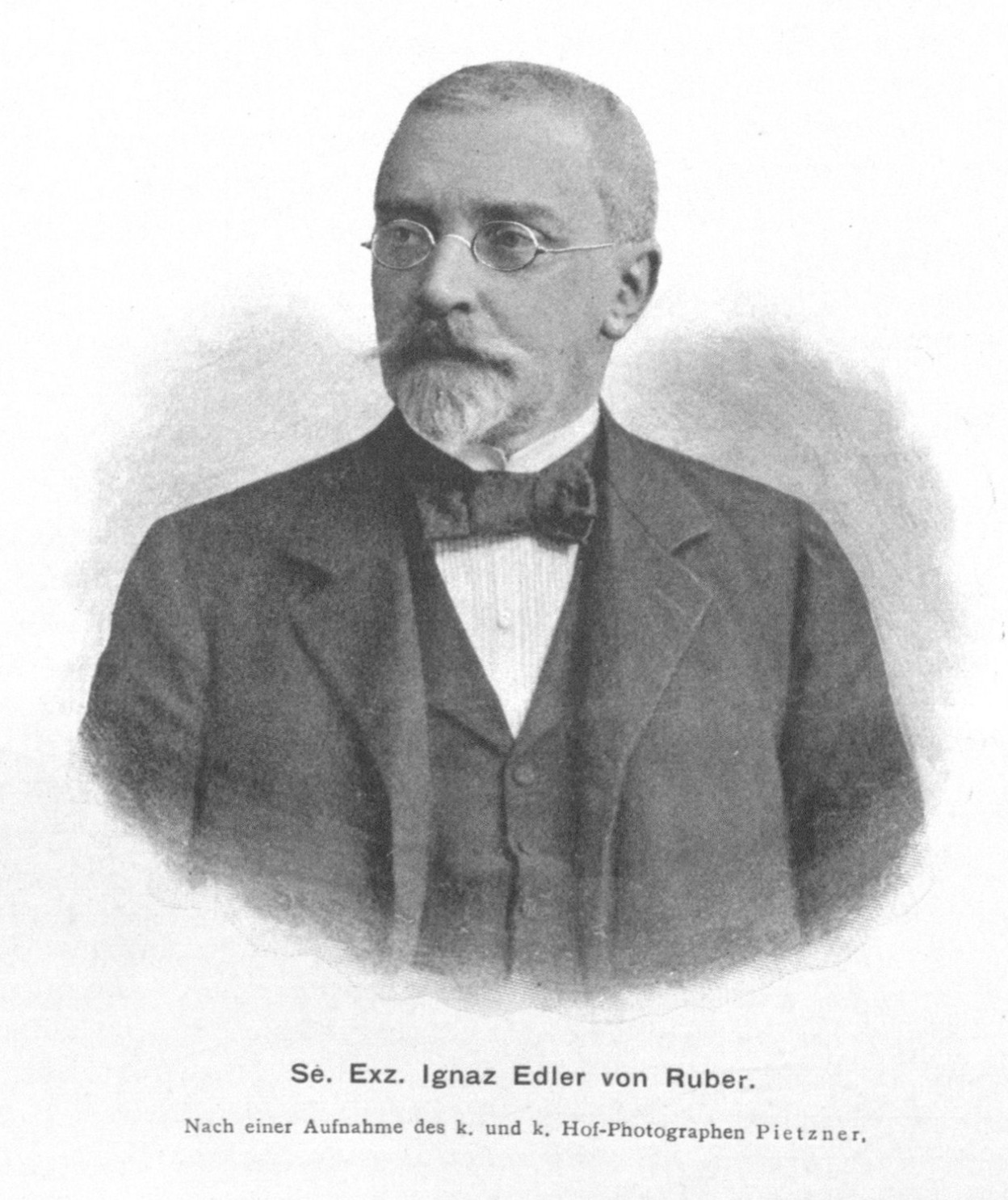
Ignaz von Ruber (1903)

Ignaz Edler von Ruber, ab 1909 Freiherr von Ruber, (* 8. Mai 1845 in Brünn (tschechisch Brno); † 7. November 1933 in Wien) war ein österreichischer Politiker und Jurist. Er amtierte von 1897 bis 1899 als Justizminister.

## Leben
Ignaz von Ruber war ein Sohn des Juristen Ignaz Edler von Ruber († 1873). Er erhielt seine frühe Ausbildung im Wiener Elitegymnasium Theresianum und studierte ab 1864 vier Jahre lang Jurisprudenz an den Universitäten in Wien und Graz. Ab 1868 widmete er sich einer Karriere im Gerichtsdienst. 1870 erlangte er in Graz den Grad eines Doktors der Rechte. Im gleichen Jahr wurde er Adjunkt am Landesgericht Brünn und 1875 dem Sekretariat des Obersten Gerichts- und Kassationshof in Wien zugeteilt. 1876 avancierte er zum Staatsanwalt-Substitut in Brünn sowie 1885 in derselben Stadt zum Landesgerichtsrat.
1887 wechselte Ruber zur Generalprokuratur am obersten Gerichtshof nach Wien, an der er 1891 den Posten eines Generaladvokaten erhielt. 1896 wurde er Sektionschef im Justizministerium. Am 30. November 1897 wurde er als Justizminister in das Ministerium Gautsch I  berufen und behielt dieses Ressort auch noch im Ministerium Thun. Er musste heftige Kritik wegen des Urteilsspruchs des Obersten Gerichtshofs von 1898 einstecken, welcher der von Kaiser Ferdinand I. 1848 formulierten sog. Böhmischen Charte Gesetzeskraft beimaß. In diesem Kabinettsschreiben hatte der Kaiser die Verwendung der böhmischen Sprache in der Staatsverwaltung als gleichberechtigt mit jener der deutschen Sprache anerkannt. 1898 sorgte auch Rubers Erlass für Aufsehen, der richterlichen Beamten die Nichteinmischung in die Politik anriet. Ferner sah er sich im gleichen Jahr vor die Aufgabe gestellt, wegen der damals erlassenen Zivilprozessordnung eine passende Kostenordnung für die Anwälte auszuarbeiten.
Nach seinem Rücktritt von seinem Ministerposten am 2. Oktober 1899 wurde Ruber Senatspräsident des Obersten Gerichts- und Kassationshofs. Am 15. Dezember 1902 erfolgte seine Ernennung zum Mitglied des Herrenhauses auf Lebenszeit, wo er sich der Mittelpartei anschloss. 1903 wurde er Vize- und 1907 Präsident des Obersten Gerichtshofs. 1909 in den Freiherrnstand erhoben, trat er 1918 in den Ruhestand. Seine juristischen Veröffentlichungen betrafen vor allem die mährische Rechtsgeschichte. Am 7. November 1933 starb Ruber, der 1874 Maria Leidenfrost geehelicht und mit ihr drei Kinder bekommen hatte, im Alter von 88 Jahren in Wien.
Er wurde am Grinzinger Friedhof bestattet.